# Буйда
Буйда́ (рос. Буйда, башк. Бөйҙө) — село у складі Учалинського району Башкортостану, Росія. Адміністративний центр та єдиний населений пункт Буйдинської сільської ради.
Населення — 764 особи (2010; 728 в 2002).
Національний склад:
- башкири — 87%